# 赫沃耶·高馬
赫沃耶·高馬（Hrvoje Komar，1985年12月15日—），生於克羅地亞薩格勒布，克羅地亞足球運動員，司職後衛。

## 外部連結
1. ↑  港甲前瞻 港甲周五開鑼　新兵晒冷 （页面存档备份，存于） 蘋果日報 2012年08月29日
2. ↑  RedMR甲組足球聯賽 標準流浪 3:1 南區[永久] HKFA-News 2012-09-01